# Chrysosoma duplicatum
Chrysosoma duplicatum är en tvåvingeart som beskrevs av Becker 1922. Chrysosoma duplicatum ingår i släktet Chrysosoma och familjen styltflugor. Inga underarter finns listade i Catalogue of Life.